# Медолюб-прямодзьоб
Медолюб-прямодзьоб (Timeliopsis) — рід горобцеподібних птахів родини медолюбових (Meliphagidae). Представники цього роду є ендеміками Нової Гвінеї.

## Види
Виділяють два види:
- Медолюб-прямодзьоб оливковий (Timeliopsis fulvigula)
- Медолюб-прямодзьоб рудий (Timeliopsis griseigula)